# Sexton
Sexton (от англ. sexton — пономарь) — самоходная артиллерийская установка класса самоходных гаубиц времён Второй мировой войны. Эта боевая машина была разработана на базе канадского танка «Рэм», производилась в Канаде для британской армии и вооружённых сил других стран Британского Содружества. Некоторое количество этих САУ было передано прочим странам-участникам антигитлеровской коалиции, например Польше. Название традиционно для всей линейки английских самоходных гаубиц и происходит от названия служителя церкви.

## История создания
В 1942 году США поставили достаточное количество самоходных гаубиц «Прист» для оснащения самоходно-артиллерийских частей британской армии в североафриканской кампании. В руках англичан Priest оказался отличным оружием, которое дало артиллерии ту же мобильность, что и у танков. Однако Priest был вооружён американской 105-мм гаубицей, а не её британским 25-фунтовым эквивалентом. Возникшая из-за этого необходимость снабжать небольшое число частей отдельным типом боеприпасов приводила к проблемам с логистикой.
Великобритания запросила у США поставки 25-фунтового варианта САУ «Прист». Несмотря на намерения США оказать помощь в разработке такой машины, постановка её на конвейер была нежелательной — выпуск относительно малочисленных машин для Великобритании мог серьёзно нарушить производство самоходок для собственной армии США. Тогда британское правительство запросило канадский филиал американской компании «Америкэн локомотив» о производстве таких машин и канадские власти согласились на это предложение.
«Прист» был создан путём установки ствольной группы орудия на шасси среднего танка M3 «Ли». Этот танк и его модификация «Грант» уже находились на вооружении британской армии. После появления танка M4 «Шерман» M3 стал устаревшим и его готовые корпуса со сборочными линиями стали доступны для других целей. На раннем этапе войны в Канаде был разработан свой собственный танк «Рэм» на базе M3. Его главное вооружение располагалось в башне, а не в бортовом спонсоне, как у исходного варианта M3. Подобно M3, с появлением «Шермана» «Рэм» тоже стал устаревшим и его корпус был взят за основу для новой самоходно-артиллерийской установки. Таким образом, канадцы использовали производную от M3 машину, чтобы построить тоже производную САУ от M7, базой для которой являлся всё тот же M3.
Прототип машины был закончен на Montreal Locomotive Works 20 июня 1942 года. Серийное производство началось в марте 1943 и до конца года было поставлено 124 САУ по заказу канадской армии (регистрационные номера S.159377 — S.159400, CS.172726 — CS.172785, CS.204782 — CS.204821). Остальные 2025 машин изготавливались уже по заказу британской армии (S.233626 — S.235650). С мая 1944 года такие машины начали называть Sexton Mk.II. Производство продолжалось до августа 1945.
Всего за период 1943—1945 гг. предприятие «Монреаль локомотив» на заводах в Сорель-Трэси построило 2150 САУ «Секстон» для Великобритании и канадских экспедиционных сил. Машина была принята на вооружение в сентябре 1943 года. Самоходки приняли активное участие в боях в Нормандии и в кампании в Северо-Западной Европе. Несмотря на его «разномастное» происхождение, «Секстон» оказался весьма удачной комбинацией из проверенных и надёжных составляющих. Самоходка оставалась на вооружении британской армии до 1956 года.
САУ «Секстон» использовались в основном стрельбой по навесной траектории (стрельба с закрытых позиций). САУ старались держать подальше от линии фронта и использовали передовых наблюдателей для управления огнём.
После окончания войны «Секстоны» оставались на вооружении в Великобритании вплоть до 1950-х годов, после чего в течение нескольких лет Британская Армия оставалась без самоходных гаубиц, не считая сравнительно малочисленных M44, пока в 1960-х годах не началось производство САУ «Эббот».

## Варианты
- Sexton I: Первые 125 выпущенных машин.
- Sexton II: Добавлены коробки для аккумуляторов и вспомогательного генератора для их зарядки.
- Sexton GPO (Gun Position Officer): 25-фунтовка убрана и установлена радиостанция No. 19 radio; эта машина использовалась для управления огнём батареи.